# GAF Jindivik
O GAF Jindivik foi um veículo aéreo não tripulado produzido pela Government Aircraft Factory, a fábrica de produção de aeronaves do estado australiano. O nome vem de uma palavra aborígene australiana, que significa "O caçado". Dois protótipos iniciais foram construídos, em que tinham um cockpit e espaço para um piloto, tendo sido designados por GAF Pika (Project C) para efectuar testes. As unidades posteriores, sem cockpit e, por isso, sendo veículos aéreos não tripulados, faziam parte do Project B.